# يونس العلوي
يونس العلوي، (1984-) ممثل كوميدي كويتي دخل المجال الفني عام 2000 من خلال مسلسل الخطر معهم توقف عن التمثيل عام 2010.

## أعماله

### المسلسلات
- أم سعف جت.كوم 32010 - رسوم متحركة (سارة)
- أم سعف جت كوم 22009 - رسوم متحركة (سارة)
- طول بالك2009 - مسلسل
- هذا ولدنا2007 - مسلسل
- وسع صدرك2006 - برنامج
- الخطر معهم (ج3)2003 - مسلسل
- كشف حساب2002 - مسلسل
- مجنون عاقل جداً2002 - مسلسل
- من ملفات المحاكم2001 - مسلسل
- الخطر معهم (ج1)2000 - مسلسل

### المسرحيات
- حاميها حراميها2007 - مسرحية
- البيت بيتك2006 - مسرحية(حميد السباك)
- عايلة قرقيعان2005 - مسرحية
- قدها ونص2004 - مسرحية
- سوبر صطار2003 - مسرحية
- ما يصح إلا الصحيح2002 - مسرحية
- آه يا درب الزلق2001 - مسرحية